# Пальма, Рикардо
Рикардо Пальма Сориано (исп. Ricardo Palma Soriano; 7 февраля 1833, Лима — 6 октября 1919, Лима) — перуанский писатель, учёный, библиотекарь, журналист.

## Биография
В начале своей карьеры Рикардо Пальма служил офицером на флоте Перу, затем избрал профессию журналиста и политика. Стал знаменитым после написания книги об испанской инквизиции в Вице-королевстве Перу (англ. Inquisition of Lima, Peru, 1863).
Впоследствии Рикардо Пальма работал директором Национальной библиотеки Перу вплоть до своей смерти в 1919 году. Одним из его сотрудников был будущий знаменитый археолог Хулио Тельо. Он успешно восстановил библиотеку после разграбления во время чилийской оккупации в 1881 году после Второй Тихоокеанской войны. Благодаря его личной дружбе с тогдашним президентом Чили Доминго Санта Марией ему удалось вернуть из Чили около 10 000 книг, и библиотека вновь стала одной из лучших в Южной Америке.
Основной его писательской деятельностью стало развитие им же придуманного жанра «исп. Tradiciones peruanas» («Перуанские предания»). «Перуанские предания» — это несколько книг, охватывающих эпоху истории Перу начиная с ранней колониальной до республиканского Перу, представляющих собой художественную историческую литературу, где реальные исторические факты тесно переплетаются с придуманным автором сюжетом. «Перуанские предания» изданы автором в 12 томах в период с 1872 по 1910 год.
Похоронен на кладбище «Пастор Матиас Маэстро».
В честь Рикардо Пальмы в Лиме названы университет и средняя школа. Портрет Рикардо Пальмы был помещён на вышедшие из обращения банкноты 10 и 500000 инти.